# Marikina
Marikina je město na Filipínách. Leží na ostrově Luzon a je jedním z šestnácti měst Manilské metropolitní oblasti. V roce 2020 ve městě žilo přibližně 456 tisíc obyvatel. Na západě sousedí s Quezon City, na jihu s městy Pasig a Cainta, na severu s městem San Mateo a na východě s Antipolem. 
Město bylo založeno v roce 1630 jezuity a neslo název Jesus dela Peña (později se přejmenovalo na Mariquina). Dominantním jazykem ve městě je tagalog a je zde velmi vysoký index lidského rozvoje. Leží v oblasti s tropickým monzunovým podnebím.